# Please Stay
"Please Stay" är en danspopsång av australiska sångerskan Kylie Minogue från hennes sjunde studioalbum Light Years (2000). Sången är skriven av Minogue, Richard Stannard, Julian Gallagher och John Themis, och producerades av Stannard och Gallagher. Sången släpptes som albumets fjärde singeln.

## Prestanda på hitlistorna
"Please Stay" hade måttlig framgång över hela världen. I Australien debuterade sången på nummer femton på ARIA Charts. Sången var senare certifierade guld av Australian Recording Industry Association. I Nederländerna debuterade sången på nummer sextionio på Dutch Top 40, men föll ut nästa vecka på nummer sjuttiosju. Sången debuterade som nummer fyrtiosju på Sverigetopplistan och stannade där i tre veckor. Sången nådde andraplatsen på UK Singles Chart och stannade där i sju veckor. Som ett resultat gjorde sången inte har så mycket framgång som de tidigare två singlar.

## Format- och låtlista
CD single 1
1. "Please Stay" – 4:08
2. "Santa Baby" – 3:25
3. "Good Life" – 4:07

CD single 2
1. "Please Stay" – 4:08
2. "Please Stay" (7th District Club Flava Mix) – 6:33
3. "Please Stay" (Hatiras Dreamy Dub) – 7:02
4. "Please Stay" (Video)

Europeisk CD 1
1. "Please Stay" – 4:08
2. "Santa Baby" – 3:25
3. "Good Life" – 4:07
4. "Please Stay" (Video)

Europeisk CD 2
1. "Please Stay" – 4:08
2. "Santa Baby" – 3:25
3. "Please Stay" (Video)

## Listplaceringar
| Lista (2000)                      | Högsta placering |
| --------------------------------- | ---------------- |
| Australien (ARIA Charts)          | 15               |
| Belgien (Ultratip Flandern)       | 10               |
| Belgien (Ultratip Vallonien)      | 13               |
| Irland (IRMA)                     | 34               |
| Nederländerna (Single Top 100)    | 69               |
| Sverige (Sverigetopplistan)       | 47               |
| Slovakien (Rádio Top 100)         | 16               |
| Spanien (PROMUSICAE)              | 39               |
| Storbritannien (UK Singles Chart) | 10               |